# Адрар (плато)
Плато Адра́р — плато в пустыне Сахара в северной части Мавритании. Адрар наряду с плато Таган и Асаба, составляют природно-географическую зону Мавритании, которые местные жители называют Траб-эль-Хаджра («Страна камня»). Максимальная высота, гора Дхар — 830 м.

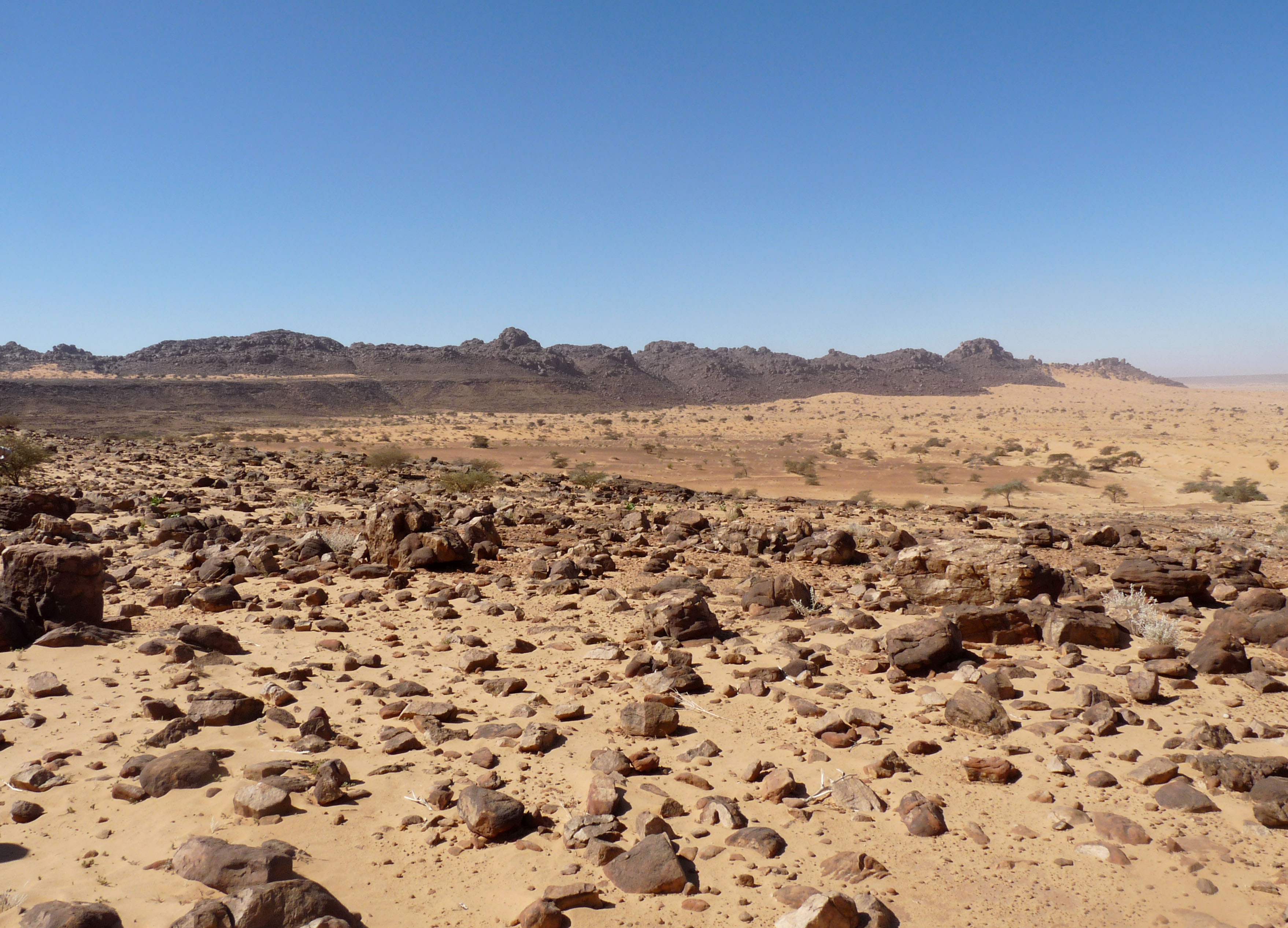

Территория плато медленно заселялась в неолитической эре. Более поздняя аридизация способствовала сохранению предметов культурного наследия, наиболее известными из которых являются несколько кромлехов и древний город Азугу.
Плато известно своими каньонами и движущимися песчаными дюнами, является местом проживания немногочисленного населения, сконцентрированного в городе Атар. Расположенные в здешней местности ксары XI—XII вв — Уадан и Шингетти объекты культурного наследия ЮНЕСКО
. В области Адрар расположены 27 оазисов общей площадью 2,2 тыс. га, что составляет 22 % от общей площади оазисов
Мавритании.